# Lucien Broca
Pour les articles homonymes, voir Broca (homonymie).
Lucien Broca (Vic-en-Bigorre, 25 janvier 1839 - Borough londonien de Merton, 30 décembre 1910) est un relieur français actif en Angleterre.

## Biographie
Jean Lucien Broca est un enfant trouvé à Vic-en-Bigorre dont la description vestimentaire nous est donnée par son acte de naissance, lequel enfant portait sur lui le mot suivant : "Jean Lucien Broca, né le 25 janvier 1839 à deux heures du matin". 
En 1870, il épouse à Tarbes Delphine Lapastoure.
Parti s'installer en Angleterre, Lucien Broca est actif à Soho à partir de 1875, et travaille avec le relieur d'origine allemande Simon Kaufman (1856-1897).
Sa veuve meurt à Paris en son domicile, 11, Passage de Ménilmontant, le 22 janvier 1915. Elle est inhumée le 24 janvier suivant au cimetière parisien de Pantin.

## Collections publiques
- Bibliothèque Folger Shakespeare[5]